# Art moderne

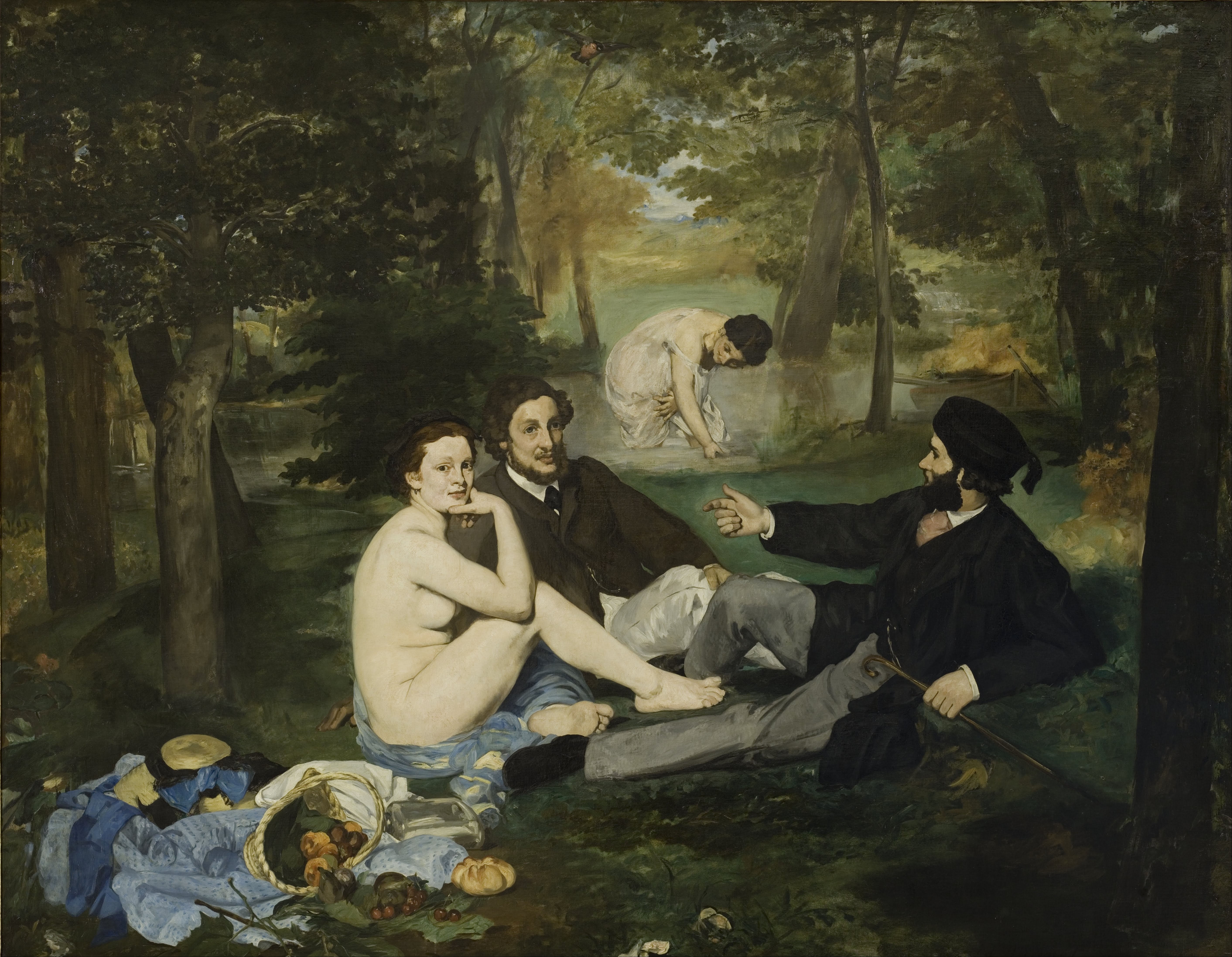
L'année 1863 est généralement considérée comme l'année de naissance de l'art moderne, marquée par l'exposition du tableau Le Déjeuner sur l'herbe d'Édouard Manet au Salon des refusés à Paris.

Pour les articles homonymes, voir Art moderne (homonymie).
L'art moderne comprend les productions artistiques d'une période s'étendant des années 1850 aux années 1950 et dénotant les styles et les philosophies artistiques de cette époque. Le terme est généralement associé aux productions artistiques qui rejettent les traditions passées ou s'en inspirent dans un esprit d'expérimentation avec les matériaux de la nature et la fonction de l'art, avec une tendance à s'éloigner de la narration pour aller vers l'abstraction.
L'art moderne se caractérise aussi par la naissance de la critique d'art. En effet, au même moment, l'art devient sujet d'écriture : la critique est souvent un discours engagé sur l'œuvre.
En histoire de l'art, l'art moderne est précédé par le réalisme et suivi par l'art contemporain. L'art moderne est à rapprocher du mouvement culturel et philosophique moderniste.

## Historique

### XIXesiècle
« La modernité, c'est le fugitif, le transitoire, le contingent, la moitié de l'art, dont l'autre moitié est l'éternel et l'immuable. »

— Charles Baudelaire, La Modernité dans Le Peintre de la vie moderne, 1863.
L'année 1863 est généralement considérée comme l'année de naissance de l'art moderne avec l'exposition du tableau Le Déjeuner sur l'herbe d'Édouard Manet au Salon des refusés à Paris. Toutefois, d'autres dates peuvent être considérées comme des dates-clefs de la création du mouvement de l'art moderne, comme 1855, l'année d'exposition de L'Atelier du peintre de Gustave Courbet, ou encore 1784, l'année de création du tableau Le Serment des Horaces par Jacques-Louis David. L'historien H. Harvard Arnason explique :

« Chacune de ces dates est significative pour le développement de l'art moderne, mais aucune ne marque catégoriquement un nouveau commencement. Il s'agit d'une métamorphose graduelle qui s'est déroulé sur une centaine d'années. »

Les courants de pensée qui ont mené à l'art moderne peuvent être associés aux Lumières et à la Révolution française qui remet en question les institutions de l'époque et qui accompagne le peuple dans des débats sociaux et politiques vigoureux,. Clement Greenberg cite Emmanuel Kant comme étant « le premier vrai moderniste » mais établit la distinction suivante :

« Les philosophes des Lumières critiquaient de l'extérieur. Le modernisme critique de l'intérieur. »

L'art moderne succède au romantisme, au réalisme et à l'impressionnisme, à une période où émergent des mouvements artistiques comme le postimpressionnisme et le symbolisme. Il est influencé par les arts décoratifs orientaux, en particulier les estampes japonaises, par les innovations en peinture de J.M.W. Turner et d’Eugène Delacroix ainsi que par le naturalisme de la représentation de la vie quotidienne des tableaux de peintres tels que Jean-François Millet. Les artistes modernes tiennent tête à l'idéalisme de l'art académique : à l'époque, les artistes travaillaient surtout par commandes ou par grandes expositions officielles, sponsorisées par le gouvernement.
Selon la pensée des impressionnistes, les artistes modernes se concentrent sur les effets de la lumière sur leur travail et peignent en plein air. Ils créent en 1873 la Société anonyme coopérative des artistes peintres, sculpteurs et graveurs, qui, malgré des tensions internes, monte une série d'expositions indépendantes.

### Début duXXesiècle
Les mouvements artistiques qui émergent lors de la première décennie du XXe siècle sont le fauvisme, le cubisme, l'expressionnisme et le futurisme.
En juillet 1911, Giorgio de Chirico emménage à Paris, où il rejoint son frère Alberto Savinio. Il rencontre Pierre Laprade, membre du jury du Salon d'automne où il expose trois de ses œuvres. Il expose également au Salon des indépendants en 1913 où il est notamment remarqué par Pablo Picasso et Guillaume Apollinaire, :

« L'art de ce jeune peintre est un art intérieur cérébral qui n'a point de rapport avec celui des peintres qui se sont révélés ces dernières années. Il ne procède ni de Matisse ni de Picasso, il ne vient pas des impressionnistes. Cette originalité est assez nouvelle pour qu'elle mérite d'être signalée. Les sensations très aiguës et très modernes de M. De Chirico prennent d'ordinaire une forme d'architecture. Ce sont des gares ornées d'une horloge, des tours, des statues, de grandes places, désertes ; à l'horizon passent des trains de chemin de fer. Voici quelques titres simplifiés pour ces peintures étrangement métaphysiques : L'Énigme de l'oracle, La Tristesse du départ, L'Énigme de l'heure, La Solitude et le sifflement de la locomotive. »

— Guillaume Apollinaire dans Les Soirées de Paris.
Ses œuvres sont considérées comme les débuts du surréalisme avant la fondation du mouvement par André Breton en 1924.
Ces mouvements artistiques sont brusquement stoppés par la Première Guerre mondiale, qui annonce toutefois le commencement de nombreux mouvements anti-art comme le dada, notamment avec le travail de Marcel Duchamp, et le surréalisme. Des groupes d'artistes comme le De Stijl et le Bauhaus développent de nouvelles idées sur l'interrelation des arts, de l'architecture, du design et de l'enseignement de l'art.

### L'après-guerre et la fin de l'art moderne
C'est après la Seconde Guerre mondiale que les États-Unis deviennent le foyer de nouveaux mouvements artistiques : les années 1950 et 1960 voient notamment l'émergence de l'expressionnisme abstrait, de l'art conceptuel et du happening, sous l'impulsion de Leo Castelli, et particulièrement à partir de 1964, quand Robert Rauschenberg remporte le Lion d'or de la Biennale de la Venise, le plus prestigieux des prix dévolus à l'art, récompensant pour la première fois un artiste américain, détrônant ainsi l'hégémonie française,,.
Pendant les années 1970, des formes d'art comme le land art et la performance attirent l'attention des critiques, aux dépens de travaux plus traditionnels : en 1981, Douglas Crimp signe l'essai The End of Painting.
La peinture connaît une renaissance dans les années 1980 et 1990 avec la montée du néo-expressionnisme tandis qu'un grand nombre d'artistes et d'architectes questionnent l'idée de modernisme pour créer le postmodernisme.

## Chronologie et galerie
Cette liste présente chronologiquement les mouvements artistiques de l'art moderne et trois principaux représentants de chaque mouvement.

### XIXesiècle
| MOUVEMENT           | ARTISTES            | ARTISTES             | ARTISTES                  |
| ------------------- | ------------------- | -------------------- | ------------------------- |
| ROMANTISME          | Francisco de Goya   | J. M. W. Turner      | Eugène Delacroix          |
| RÉALISME            | Gustave Courbet     | Jean-François Millet | Rosa Bonheur              |
| PRÉRAPHAÉLISME      | William Holman Hunt | John Everett Millais | Dante Gabriel Rossetti    |
| MACCHIAIOLI         | Giovanni Fattori    | Silvestro Lega       | Telemaco Signorini        |
| IMPRESSIONNISME     | Edgar Degas         | Claude Monet         | Édouard Manet             |
| POSTIMPRESSIONNISME | Georges Seurat      | Paul Gauguin         | Vincent van Gogh          |
| SYMBOLISME          | Gustave Moreau      | Odilon Redon         | James Whistler            |
| ART NOUVEAU         | Alfons Mucha        | Gustav Klimt         | Henri de Toulouse-Lautrec |

### Avant 1914
| MOUVEMENT       | ARTISTES              | ARTISTES         | ARTISTES          |
| --------------- | --------------------- | ---------------- | ----------------- |
| ART ABSTRAIT    | Vassily Kandinsky     | Robert Delaunay  | Kasimir Malevitch |
| FAUVISME        | Franz Marc            | Henri Matisse    | Henri Manguin     |
| EXPRESSIONNISME | Ernst Ludwig Kirchner | Egon Schiele     | James Ensor       |
| CUBISME         | Pablo Picasso         | Georges Braque   | Fernand Léger     |
| FUTURISME       | Giacomo Balla         | Umberto Boccioni | Carlo Carrà       |

### L'entre-deux-guerres
| MOUVEMENT            | ARTISTES          | ARTISTES           | ARTISTES        |
| -------------------- | ----------------- | ------------------ | --------------- |
| DE STIJL             | Theo van Doesburg | Piet Mondrian      | Vilmos Huszár   |
| DADA                 | Jean Arp          | Marcel Duchamp     | Max Ernst       |
| SURRÉALISME          | Salvador Dalí     | René Magritte      | Marc Chagall    |
| NOUVELLE OBJECTIVITÉ | Max Beckmann      | Otto Dix           | George Grosz    |
| CONSTRUCTIVISME      | Naum Gabo         | László Moholy-Nagy | Vladimir Tatlin |
| BAUHAUS              | Vassily Kandinsky | Paul Klee          | Josef Albers    |

### L'après-guerre
| MOUVEMENT                | ARTISTES                | ARTISTES           | ARTISTES         |
| ------------------------ | ----------------------- | ------------------ | ---------------- |
| ART FIGURATIF            | Bernard Buffet          | Jean Carzou        | Maurice Boitel   |
| NOUVELLE FIGURATION      | Francis Bacon           | Alberto Giacometti | Henry Moore      |
| EXPRESSIONNISME ABSTRAIT | Mark Rothko             | Willem de Kooning  | Jackson Pollock  |
| ARTE POVERA              | Michelangelo Pistoletto | Piero Manzoni      | Jannis Kounellis |
| HAPPENING                | Allan Kaprow            | Joseph Beuys       | Yoko Ono         |